# تزونين
تزونين هي جماعة قروية بإقليم طاطا في جهة سوس ماسة جنوب المغرب، وهي تضم 2119 نسمة حسب إحصاء سنة 2014.

## دواوير الجماعة
تضم الجماعة القروية لتزونين أربعة دواوير وهي: توزونين، إكضي، العين إكرامن، قصر البركة.

## تاريخ
يرى بعض المؤرخين أن تزونين هي وريثة تامدولت، حيث أن ظهورها لم يتم إلا بعد خراب هذه المدينة التجارية، وبناءا على ذلك فإن تأسيس تزونين يعود إلى القرن 15 م إلا أن تعميرها واستقرار السكان بها يعود إلى ما بين القرن 16 و19 م. عرفت تزونين طوال هذه المرحلة بل إلى حدود أواخر القرن العشرين بكونها منطقة لتجارة معدن الرصاص الذي يتم التنقيب عنه من جبال العدانة وتتم تصفيته وتصنيفه حسب جودته في أماكن خاصة بهذا المدشر.
برزت تزونين على المستوى السياسي منذ الربع الأخير من القرن 19 إلى الاستقلال كمقر لقيادة ايت امريبط. وهذا ما تظهره الظهائر السلطانية التي توصل بها القواد المريبطيين بداية بالقائد محمد والقائد بلعيد ثم القائد إبراهيم وصولا بالقائد الحسن منذ عهد الحسن الأول و المولى عبد العزيز ثم المولى عبد الحفيظ و هي منشورة بكتاب المعسول.

## الثقافة
توجد في تزونين ثلاثة قصور من صنف تبويحيات تعود ملكيتها إلى كبار التجار والقياد بالمنطقة قديماً، وهم القائد محمد أوحمو والقائد بلعيد، وتبويحيات القائد محمد تعد أقدم هذه القصور وفقاً للروايات المحلية، وتبويحيات محمد أوحمو شُيدت منذ أكثر من قرن ونصف القرن، على الجهة الشرقية لقرية تزونين على بُعد كيلومترات من واد درعة، وهي على شكل بناء هندسي عمودي يضم ثلاثة طوابق تُزينها أقواس ونقوش وزخارف متنوعة على الخشب وعلى الجير.

## التعليم
- مجموعة مدارس تزونين[3]